# Hipercinèsia
La hipercinèsia es refereix a un augment de l'activitat muscular que pot provocar moviments anormals excessius, moviments normals excessius o una combinació d'ambdós. La hipercinèsia és un estat d'inquietud excessiva que es presenta en una gran varietat de trastorns que afecten la capacitat de controlar el moviment motor, com la malaltia de Huntington. És el contrari de la hipocinèsia, que es refereix a la disminució del moviment corporal, tal com es manifesta habitualment en la malaltia de Parkinson.
Molts moviments hipercinètics són el resultat d'una regulació inadequada dels circuits ganglis basals–talamocorticals. La hiperactivitat d'una via directa combinada amb una disminució de l'activitat de la via indirecta dona lloc a l'activació de les neurones talàmiques i l'excitació de les neurones corticals, donant lloc a un augment de la producció motora. Sovint, la hipercinèsia s'associa amb hipotonia, una disminució del to muscular. Molts trastorns hipercinètics són de naturalesa psicològica i solen ser destacats en la infància. Depenent del tipus específic de moviment hipercinètic, hi ha diferents opcions de tractament disponibles per minimitzar els símptomes, incloent-hi diferents teràpies mèdiques i quirúrgiques. La paraula hipercinesi prové del grec hyper, que significa "augmentat", i kinein, que significa "moure's".

## Tipus
- Atàxia
- Atetosi
- Corea
  - Corea de Huntington
- Discinèsia tardana (o distonia tardana)
- Distonia
  - Blefaroespasme
  - Distonia cervical
  - Distonia laríngia o disfonia espasmòdica
  - Distonia oromandibular
  - Rampa de l'escriptor
- Espasme hemifacial
- Estereotipes
- Hemibal·lisme
- Hipercinèsia volitiva
- Mioclònia
- Tics
- Tremolor
  - Tremolor essencial